# Austroceratoppia dentata
Austroceratoppia dentata är en kvalsterart som beskrevs av Hammer 1979. Austroceratoppia dentata ingår i släktet Austroceratoppia och familjen Ceratoppiidae. Inga underarter finns listade.